# Une barque sur l'océan (Ravel)
Pour l’article homonyme, voir Une barque sur l'océan.
Une barque sur l'océan est la troisième pièce des Miroirs pour piano de Maurice Ravel, composés en 1904-1905 et publiés en 1906. L’œuvre est aussi et indépendamment connue dans sa version pour orchestre, régulièrement donnée en concert.

## Présentation
Comme œuvre intégrée aux Miroirs, Une barque sur l'océan est composée en 1904-1905 et créée avec les autres pièces du cahier le 6 janvier 1906 par le pianiste Ricardo Viñes à la salle Érard, lors d'un concert de la Société nationale de musique,. 
Maurice Ravel en réalise une orchestration l'année même, créée pour sa part le 3 février 1907 par l'Orchestre Colonne dirigé par Gabriel Pierné, au théâtre du Châtelet,. Peu goûtée à la première audition, cette version est délaissée du vivant du compositeur, avant de gagner progressivement les faveurs des salles de concert, où elle est désormais très régulièrement donnée comme œuvre autonome, avec succès puisque figurant parmi les compositions les plus jouées de Ravel.   
À l'instar des autres pièces des Miroirs, Une barque sur l'océan est dédiée à un membre des Apaches, ici le peintre Paul Sordes,.    
D'une durée moyenne d'exécution de sept minutes trente environ,, l’œuvre est publiée par E. Demets en 1906 et porte le numéro M.43 no 3 dans le catalogue du compositeur établi par le musicologue Marcel Marnat. La version orchestrale est publiée de façon posthume, par Eschig, en 1950.      

## Analyse

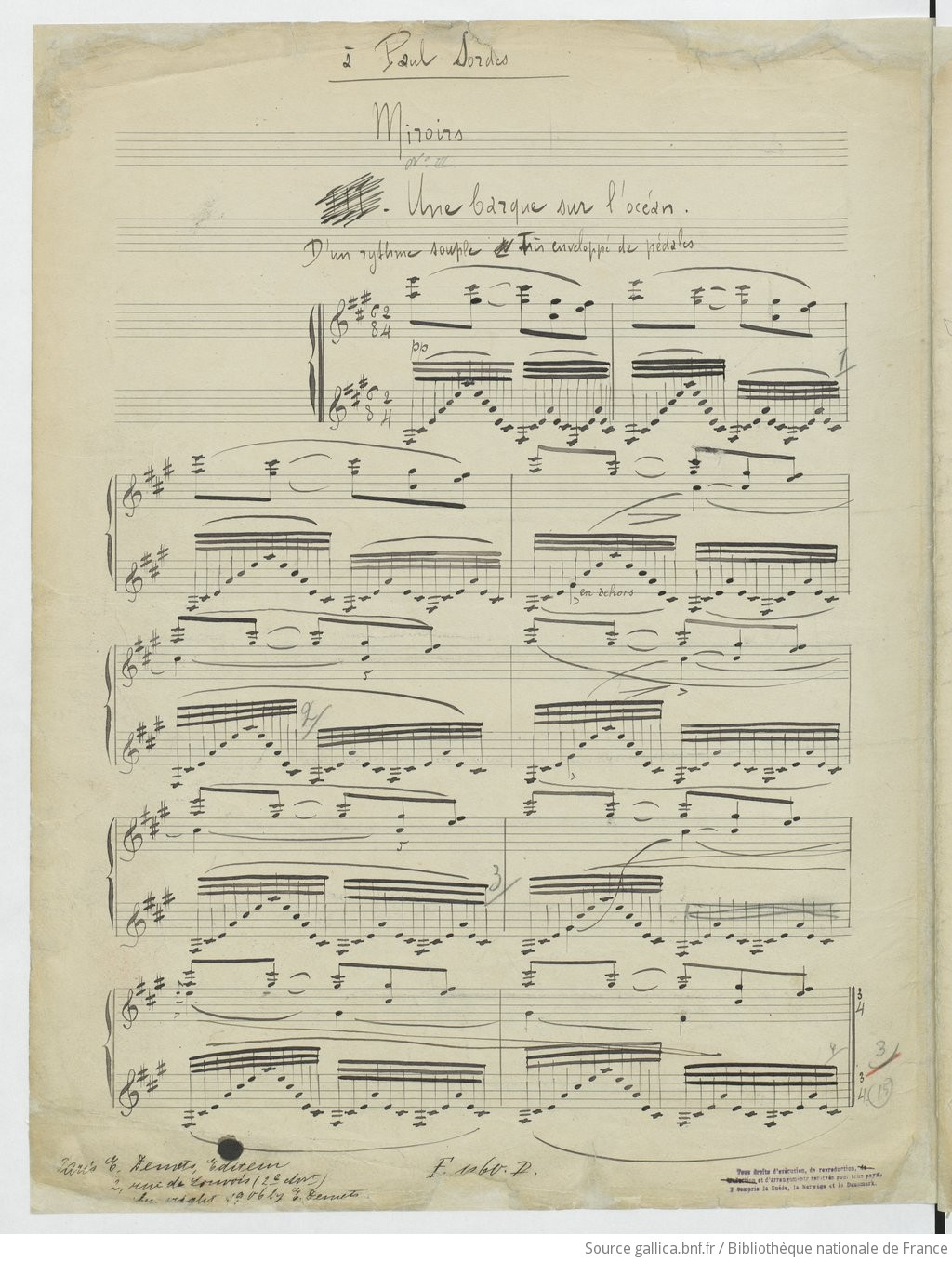
Manuscrit avec annotations autographes ayant servi à la gravure.

Une barque sur l'océan est en fa dièse mineur, noté d'un rythme souple. Cette pièce se caractérise par des arpèges fluides et aqueux de toutes formes. La structure des mesures elle-même varie beaucoup : la pièce comporte 36 changements d'indication de mesure pour 140 mesures au total. Une structure particulièrement intéressante se retrouve au début et à la fin de la pièce, avec une double indication de mesure 6/8 et 2/4 (ne pas lire 62/84 sur la partition). Notons que si cette notation double signifie usuellement en solfège une alternance entre les deux indications dans les mesures concernées, elle vise uniquement ici à indiquer le caractère mixte de ces mesures, qui sont alors considérées à la fois comme binaires (quatre croches par mesure) et ternaires (six croches par mesure) ; ni le rythme binaire ni le ternaire ne peuvent donc être considérés comme une division artificielle, étant à eux deux une division naturelle. 
L'exécution de cette pièce demande une agilité et une fluidité expertes. Les multiples divisions irrégulières, souvent non annoncées, ajoutent de nombreuses difficultés polyrythmiques à l'étude de cette pièce. 
Ce « poème de la houle et de l'écume », comme le qualifie Guy Sacre, est « le plus étendu, le plus ouvertement debussyste de la série des Miroirs ».  
Le décor maritime est planté, « miroitant, tour à tour indolent et soulevé de puissantes houles », et musicalement constitué de « vastes arpèges, trilles aigus, thèmes épars, un rythme souplement balancé et fortement pédalisé ». 
De l'avis de Vladimir Jankélévitch, c'est un « éloge des arpèges : la ruisselante barcarolle, avec ses accords brisés sur lesquels flottent quintes, quartes et secondes, évoque la grande berceuse de l'océan et l'ondulation d'une barque qui monte et redescend dans les vallées liquides ».

## Version orchestrale
L'orchestration de Ravel demande de « larges effectifs ; se déployant avec sensibilité, [elle] s’ouvre sur les sonorités des bois au-dessus des arpèges des cordes divisées avec sourdines, évoquant [...] les ondes d’une mer paisible ».
L'instrumentation requiert :
| Instrumentation d'Une barque sur l'océan                                                                                                  |
| Bois |
| 1 piccolo (jouant flûte), 2 flûtes (dont 1 jouant aussi piccolo), 2 hautbois, 1 cor anglais, 2 clarinettes, 1 clarinette basse, 2 bassons |
| Cuivres |
| 4 cors, 2 trompettes, 3 trombones, 1 tuba                                                                                                 |
| Percussions |
| timbales, triangle, cymbales, grosse caisse, gong, jeu de timbres                                                                         |
| Claviers / cordes pincées |
| célesta, 2 harpes |
| Cordes |
| premiers violons, seconds violons, altos, violoncelles, contrebasses                                                                      |

## Discographie

### Version pour piano
- Maurice Ravel : Complete works for piano solo, par Bertrand Chamayou (piano), Erato, 2016.
- Ravel : Intégrale de la musique pour piano seul, par Steven Osborne (piano), Hyperion Records CDA67731/2, 2011.
- Maurice Ravel : Complete Piano Works, par Jean-Efflam Bavouzet (piano), MDG 6041190, 2004.
- Ravel : L’œuvre pour piano, par Alexandre Tharaud (piano), Harmonia Mundi, HMC 901811.12, 2003.
- Ravel : Intégrale de la musique pour piano seul, par Angela Hewitt (piano), Hyperion Records CDA67341/2, 2002.

### Version pour orchestre
- Maurice Ravel : The Complete Works, CD 8, par l'Orchestre de Philadelphie et Riccardo Muti (dir.), Warner Classics 0190295283261, 2020.
- Maurice Ravel : Orchestral Works, Vol. 4, par l'Orchestre national de Lyon et Leonard Slatkin (dir.), Naxos 8.573545[13], 2017.
- Maurice Ravel : Orchestral Works, Vol. 2, par l'Orchestre symphonique de la radio de Stuttgart et Stéphane Denève (dir.), Hänssler 93.325, 2014.

### Éditions
- Maurice Ravel, Miroirs, E. Demets, 1906.
- Maurice Ravel (préf. Peter Jost), Une barque sur l'océan, G. Henle Verlag, coll. « Urtext », 2017 (ISMN 979-0-2018-1076-8, présentation en ligne).

### Ouvrages généraux
- Guy Sacre, La musique pour piano : dictionnaire des compositeurs et des œuvres, vol. II (J-Z), Paris, Robert Laffont, coll. « Bouquins », 1998, 2998 p. (ISBN 978-2-221-08566-0).
- François-René Tranchefort, « Maurice Ravel », dans François-René Tranchefort (dir.), Guide de la musique de piano et de clavecin, Paris, Fayard, coll. « Les Indispensables de la musique », 1987, 867 p. (ISBN 978-2-213-01639-9, OCLC 17967083).
- Michel Parouty, « Maurice Ravel », dans François-René Tranchefort (dir.), Guide de la musique symphonique, Paris, Fayard, coll. « Les Indispensables de la musique », 1996 (1re éd. 1986), 896 p. (ISBN 2-21301638-0).
- Michel Duchesneau, L'Avant-garde musicale et ses sociétés à Paris de 1871 à 1939, Paris, Éditions Mardaga, 1997, 352 p. (ISBN 2-87009-634-8).

### Monographies
- Christian Goubault, Maurice Ravel : le jardin féerique, Paris, Minerve, 2004, 357 p. (ISBN 2-86931-109-5, BNF 39264179).
- Vladimir Jankélévitch (préf. Alexandre Tharaud), Ravel, Paris, Seuil, coll. « Points », 2018 (1re éd. 1956) (ISBN 978-2-7578-7445-5).
- Marcel Marnat, Maurice Ravel, Paris, Fayard, coll. « Indispensables de la musique », 1986, 828 p. (ISBN 2-213-01685-2, BNF 43135722).
- Bénédicte Palaux Simonnet, Maurice Ravel, Paris, Bleu Nuit éditeur, 2019, 176 p. (ISBN 978-2-35884-085-9).

### Écrits
- Maurice Ravel. L’intégrale : Correspondance (1895-1937), écrits et entretiens, édition établie, présentée et annotée par Manuel Cornejo, Paris, Le Passeur Éditeur, 2018, 1776 p.  (ISBN 978-2368905777).